# 韋海屈勒

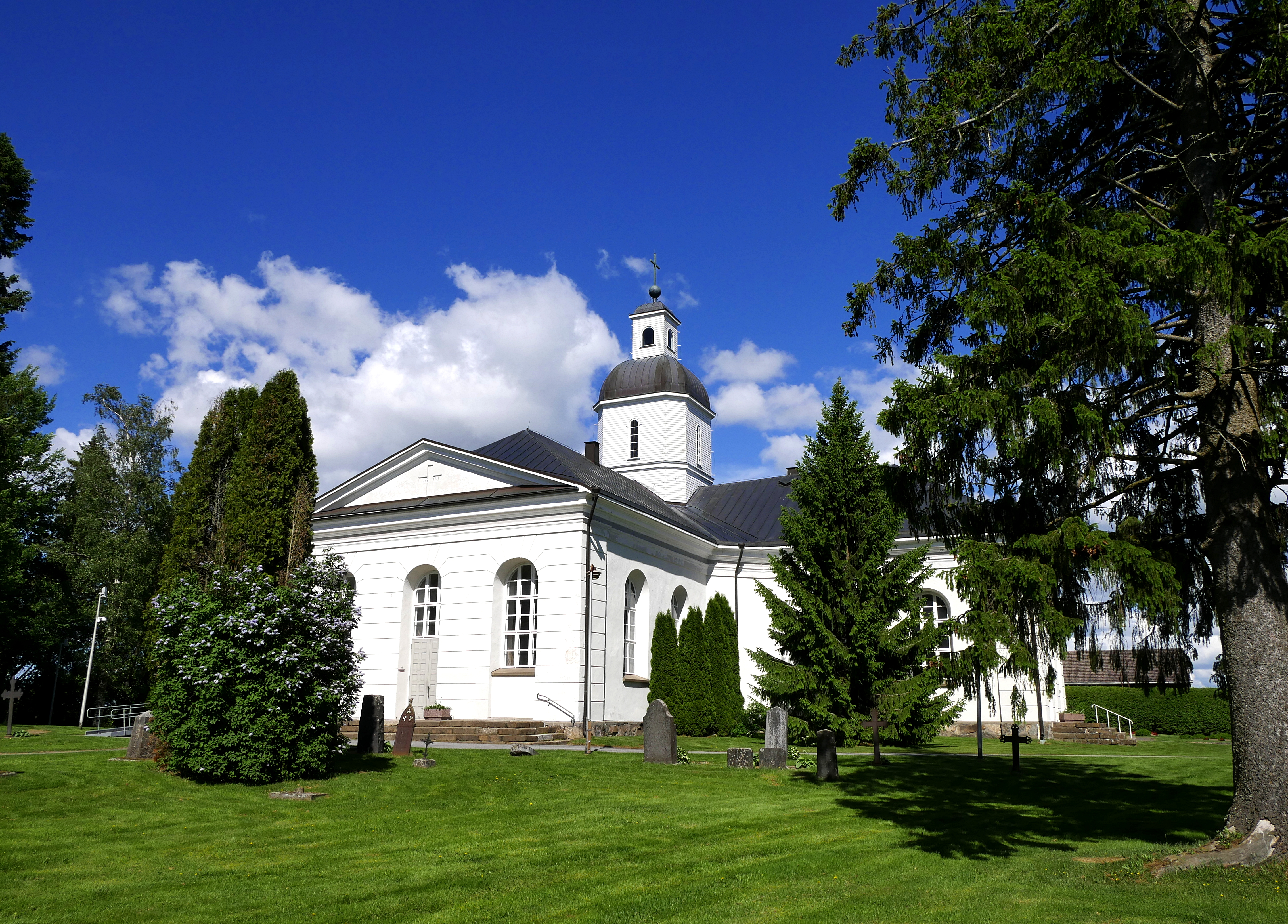
韋海屈勒教堂

韋海屈勒（芬蘭語：Vähäkyrö）是芬蘭博滕區一个已废置的市鎮，位於該國西部，距離波的尼亞灣22公里，始建於1868年，面積177.66平方公里，2012年人口4,726，人口密度為每平方公里26.94人。2013年初时并入瓦萨市。

## 外部連結
- 瓦萨市官方网站 （页面存档备份，存于） （文） （瑞典文） （英文）